# Velamen (botánica)

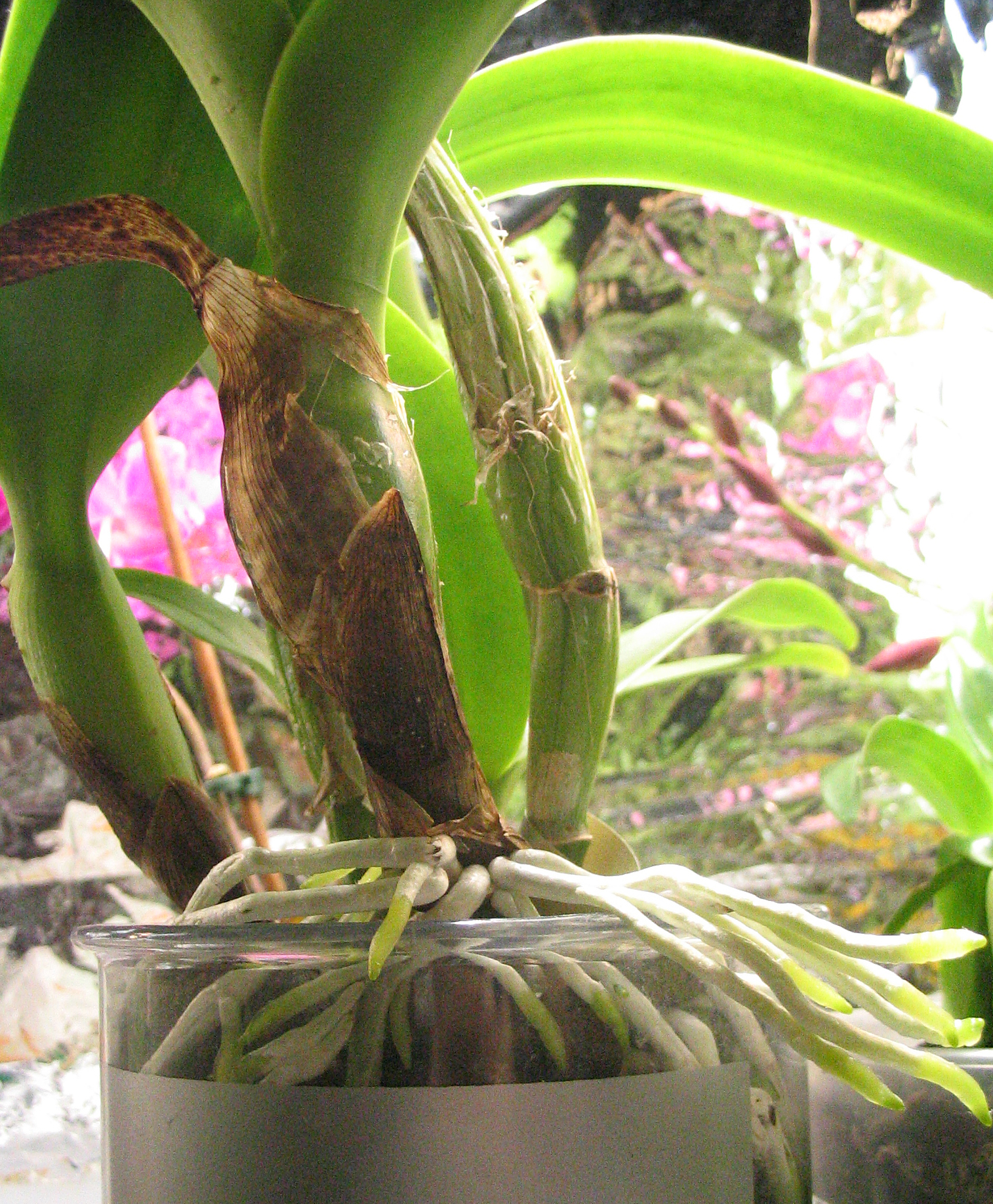
Velamen de color verde plateado brillante en las raíces de una Cattleya

En Botánica, el velamen es una rizodermis especializada que consta de células muertas a la madurez con
engrosamientos de lignina en la pared celular. Se encuentra en muchas orquídeas (en particular, en las orquídeas epífitas, si bien algunas orquídeas terrestres también la tienen) y algunas otras monocotiledóneas, como las aráceas, ciperáceas y veloziáceas.  El velamen constituye una vaina esponjosa y blanquecina que rodea por completo a la raíz. Si el tiempo está seco, sus células están llenas de aire; pero cuando llueve se llenan de agua.
Según algunos autores el velamen es un tejido que absorbe agua, según otros nunca se ha observado el paso de agua del velamen al córtex de la raíz. Su función principal parece ser la de protección mecánica, además de impedir la excesiva pérdida de agua de la raíz en períodos de deficiencia hídrica. 